# 24713 Ekrutt
24713 Ekrutt è un asteroide della fascia principale. Scoperto nel 1991, presenta un'orbita caratterizzata da un semiasse maggiore pari a 2,3346293 UA e da un'eccentricità di 0,2271453, inclinata di 4,94168° rispetto all'eclittica.